# L'Athlète fantôme (pel·lícula de 1919)
L'Athlète fantôme (L'atleta fantasma en italià) és una pel·lícula muda franco-italiana dirigida per Raimondo Scotti el 1919 basat en un guió de Renée Deliot. Mario Guaita-Ausonia, en el seu paper d'home musculós, n'és l'intèrpret principal.

## Sinopsi
Cortejada sense èxit per Harry Audresen, la bonica Jenny Ladimoor rep com a regal del seu pare benestant una joia exposada a la sala de subhastes. Però, durant la nit, dos lamentables bandolers, anticuaris de dia, intenten robar-lo. Un atleta fantasma, un heroi emmascarat amb músculs impressionants, frustra els seus plans i els expulsa. Els dos malfactors reincideixen i segresten Jenny. El vigilant emmascarat intenta alliberar-la, però és capturat. Afortunadament, la policia intervé i allibera Jenny i l'heroi. Aquest últim no és altre que el tímid Harry Audresen. La pel·lícula acaba amb una declaració d'amor.

## Repartiment
- Mario Guaita-Ausonia : Harry Audresen, l'athlète fantôme
- Elsa Zara : Miss Jenny Ladimoor
- Gaetano Rossi
- Dino Bonaiuti

## Anàlisi
Escrita per Renée Deliot, l'única dona que sembla haver treballat continuadament com a guionista en els primers anys del cinema europeu, el guió porta arriba al decor dels Maciste, homes forts del cinema de l'època, que recorden els personatges de vigilants emmascarats com Arsène Lupin, Fantômas i Zorro. Va encadenar les escenes d'acció fins al final feliç final.